# Tullaroan
Tullaroan est un village en Irlande, situé dans le comté de Kilkenny. Tullaroan est aussi le nom de la paroisse civile locale.